# 4-й Верхний переулок
4-й Ве́рхний переулок — переулок в Выборгском районе Санкт-Петербурга. Проходит от Домостроительной улицы до проспекта Энгельса (фактически — до подъездных железнодорожных путей.

## История
Переулок получил название 4 июля 1977 года.
В начале 2010-х годов, для улучшения транспортной доступности нового района «Северная долина», было построено логическое продолжение 4-го Верхнего переулка от проспекта Энгельса до улицы Фёдора Абрамова. Постановлением правительства Санкт-Петербурга № 1368 от 07.10.2010 продолжению официально установлены границы.
2 марта 2022 года участку 4-го Верхнего переулка от проспекта Энгельса до улицы Фёдора Абрамова было присвоено самостоятельное название — улица Меркурьева.

## Транспорт
Ближайшая к 4-му Верхнему переулку станция метро — «Парнас» 2-й (Московско-Петроградской) линии.
Проезд от метро коммерческим автобусным маршрутом № К539.
Ближайшая к 4-му Верхнему грузовая железнодорожная станция — Парнас.